# سیارک ۱۰۴۳۵
سیارک ۱۰۴۳۵ (به انگلیسی: 10435 Tjeerd، نامگذاری:6064P-L) ده هزار و چهارصد و سی و پنجمین سیارک کشف شده‌است که در ۲۴ سپتامبر ۱۹۶۰ کشف شد.
قدر مطلق سیارک برابر ۱۳٫۴۰ است.